# Dorcadion martinezii
Dorcadion martinezii är en skalbaggsart som beskrevs av Perez-arcas 1874. Dorcadion martinezii ingår i släktet Dorcadion och familjen långhorningar. Inga underarter finns listade i Catalogue of Life.